# Вольфганг Дреммлер
Вольфганг Дреммлер (нім. Wolfgang Dremmler, нар. 12 липня 1954, Зальцгіттер) — німецький футболіст, що грав на позиції захисника, півзахисника.
Виступав, зокрема, за клуб «Баварія», а також національну збірну Німеччини.
Чотириразовий чемпіон Німеччини. Триразовий володар Кубка Німеччини. Володар Суперкубка Німеччини.

## Клубна кар'єра
Народився 12 липня 1954 року в місті Зальцгіттер. Вихованець футбольної школи клубу «Айнтрахт» (Брауншвейг). Дорослу футбольну кар'єру розпочав 1974 року в основній команді того ж клубу, в якій провів п'ять сезонів, взявши участь у 138 матчах чемпіонату. 
У 1979 році перейшов до клубу «Баварія», за який відіграв 7 сезонів. Більшість часу, проведеного у складі мюнхенської «Баварії», був основним гравцем команди. За цей час чотири рази виборював титул чемпіона Німеччини, ставав володарем Кубка Німеччини (тричі). Завершив професійну кар'єру футболіста виступами за команду «Баварія» (Мюнхен) у 1986 році.

## Виступи за збірну
У 1981 році дебютував в офіційних матчах у складі національної збірної Німеччини. Протягом кар'єри у національній команді, яка тривала 4 роки, провів у формі головної команди країни 27 матчів, забивши 3 голи.
У складі збірної був учасником чемпіонату світу 1982 року в Іспанії, де разом з командою здобув «срібло».

## Титули і досягнення
- Чемпіон Німеччини (4):

«Баварія»: 1979-80, 1980-81, 1984-85, 1985-86
- Володар Кубка Німеччини (3):

«Баварія»: 1981-82, 1983-84, 1985-86
- Володар Суперкубка Німеччини (1):

«Баварія»: 1982
Збірні
- Віце-чемпіон світу: 1982